# Mike Duke

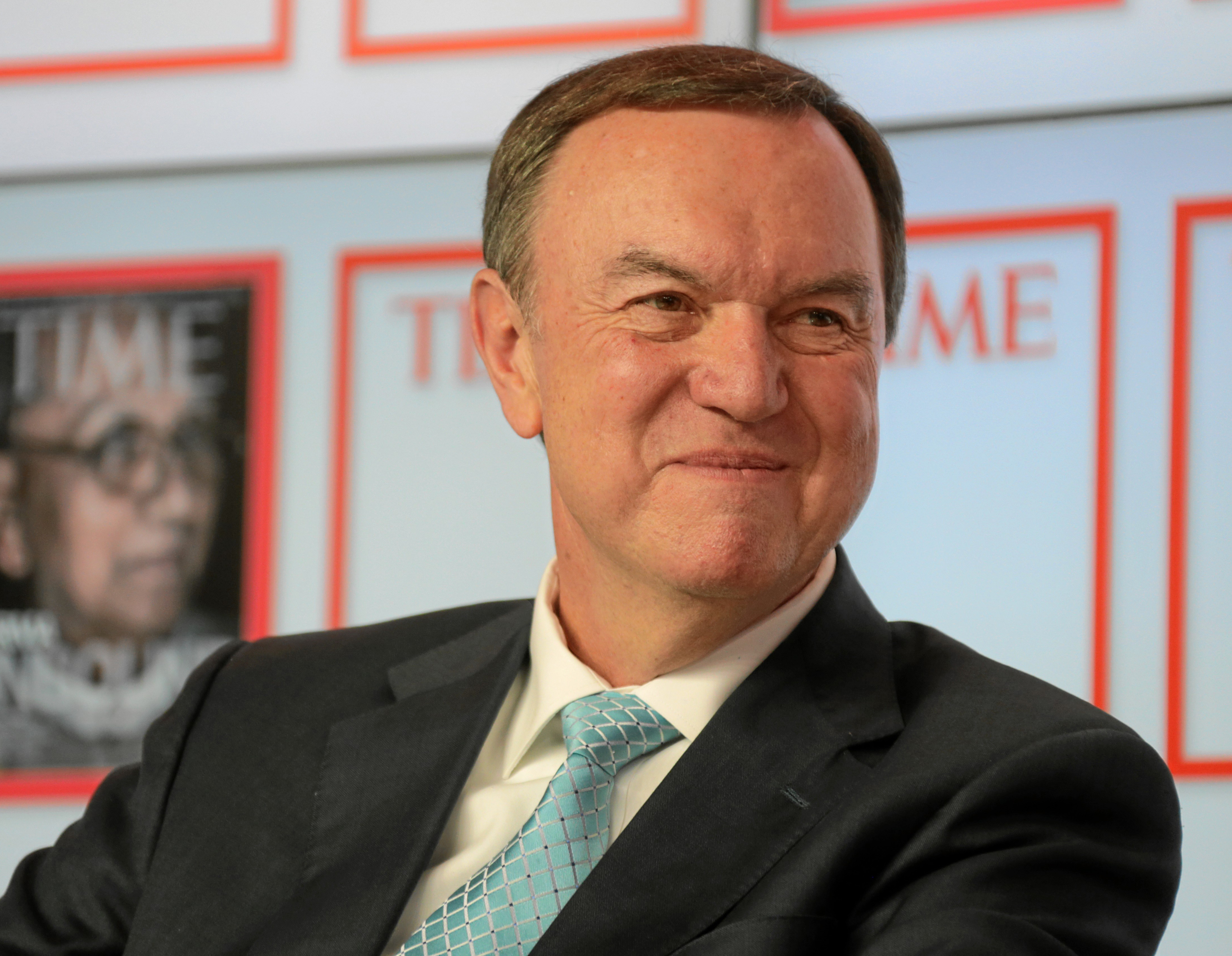
Duke während des WEFs 2013

Michael Terry Duke (* 7. Dezember 1949) ist ein US-amerikanischer Manager und ehemaliger CEO des Wal-Mart-Konzerns.

## Karriere
Duke machte 1971 seinen Bachelor-Abschluss in Industrial Engineering am Georgia Institute of Technology. Anschließend arbeitete er unter anderem bei Retail Industry Leaders Association und der Arvest Bank, bevor er 1995 zu Wal-Mart wechselte. Seit dem 1. Februar 2009 war er dort CEO. Am 25. November 2013 verkündete Wal-Mart, dass Duke Ende Januar zurücktrete und der langjährige Vorstandsvorsitzende Doug McMillon seine Position einnehmen werde.
Laut der Forbes-Liste der mächtigsten Menschen belegt Duke 2009 Platz 8.

## Privates
Duke ist mit Mary Susan Duke verheiratet und wohnt in Rogers, Arkansas, USA. Sie haben 3 Kinder.
Er unterstützt Bill Clintons Global Initiative in New York, einer Stiftung zur Bekämpfung von AIDS.
Sein nachgewiesenes jährliches Einkommen beträgt laut Businessweek 12.238.209 Dollar.